# Cedusa kinoxa
Cedusa kinoxa är en insektsart som beskrevs av Kramer 1986. Cedusa kinoxa ingår i släktet Cedusa och familjen Derbidae. Inga underarter finns listade i Catalogue of Life.